# Marcelin Koffi
Marcelin Koffi (ur. 6 kwietnia 1985 w Abidżanie) – iworyjski piłkarz grający na pozycji obrońcy. W swojej karierze rozegrał 5 meczów w reprezentacji Wybrzeża Kości Słoniowej.

## Kariera klubowa
Swoją piłkarską karierę Koffi rozpoczął w klubie Issia Wazy FC. W jego barwach zadebiutował w pierwszej lidze iworyjskiej. W 2011 roku przeszedł do Africa Sports National. W sezonie 2011 wywalczył z nim mistrzostwo Wybrzeża Kości Słoniowej. Grał w nim do 2014 roku. W latach 2014–2019 był zawodnikiem AS Tanda. W sezonach 2014/2015 i 2015/2016 dwukrotnie został z nim mistrzem kraju. W sezonie 2019/2020 występował w ASI Abengourou, w którym zakończył karierę.

## Kariera reprezentacyjna
W reprezentacji Wybrzeża Kości Słoniowej Koffi zadebiutował 16 stycznia 2016 w przegranym 0:1 meczu Mistrzostw Narodów Afryki 2016 z Rwandą, rozegranym w Kigali. W kadrze narodowej rozegrał 5 spotkań, wszystkie w 2016 roku.